# Primera Liga de Croacia 2012-13
La Prva HNL 2012-13, fue la vigésima segunda edición de la Primera División de Croacia desde su establecimiento en 1992. El torneo dio inicio el 21 de julio de 2012, y finalizó el 26 de mayo de 2013. El Dinamo Zagreb inició como defensor del título y terminó ganando el torneo por octava vez consecutiva.
Para esta temporada se redujo el número de clubes de 16 a 12, los equipos NK Lučko, HNK Šibenik, NK Karlovac y Varteks Varaždin no participarán debido a que descendieron la temporada pasada, mientras que el campeón de la Druga HNL 2011-12, el NK Dugopolje, no se le otorgó licencia para participar en la máxima categoría, lo cual provocó que ningún equipo ascendiera a la Prva HNL esta temporada. 

## Equipos
| Club              | Ciudad     | Estadio               | Capacidad |
| ----------------- | ---------- | --------------------- | --------- |
| Cibalia           | Vinkovci   | Stadion Cibalia       | 9,920     |
| RNK Split         | Split      | Stadion Park Mladeži  | 4,100     |
| Inter Zaprešić    | Zaprešić   | Stadion ŠRC Zaprešić  | 4,528     |
| NK Zagreb         | Zagreb     | Stadion Kranjčevićeva | 8,850     |
| Lokomotiva Zagreb | Zagreb     | Stadion Maksimir      | 37,168    |
| Rijeka            | Rijeka     | Stadion Kantrida      | 10,275    |
| Hajduk Split      | Split      | Stadion Poljud        | 35,000    |
| Dinamo Zagreb     | Zagreb     | Stadion Maksimir      | 37,168    |
| NK Osijek         | Osijek     | Stadion Gradski vrt   | 19,500    |
| Slaven Belupo     | Koprivnica | Gradski stadion       | 4,000     |
| NK Zadar          | Zadar      | Stadion Stanovi       | 5,860     |
| NK Istra 1961     | Pula       | Stadion Veruda        | 3,000     |

## Tabla de posiciones
|  | Pos. | Equipo            | PJ | PG | PE | PP | GF | GC | DG  | PTS |
|  | ---- | ----------------- | -- | -- | -- | -- | -- | -- | --- | --- |
|  | 1    | Dinamo Zagreb     | 33 | 24 | 5  | 4  | 68 | 20 | +48 | 77  |
|  | 2    | Lokomotiva Zagreb | 33 | 16 | 9  | 8  | 54 | 38 | +16 | 57  |
|  | 3    | Rijeka            | 33 | 15 | 8  | 10 | 46 | 42 | +4  | 53  |
|  | 4    | Hajduk Split      | 33 | 14 | 10 | 9  | 45 | 31 | +14 | 52  |
|  | 5    | Split             | 33 | 15 | 7  | 11 | 49 | 37 | +12 | 52  |
|  | 6    | Istra 1961        | 33 | 11 | 11 | 11 | 35 | 32 | +3  | 44  |
|  | 7    | Osijek            | 33 | 9  | 12 | 12 | 25 | 33 | -8  | 39  |
|  | 8    | Slaven Belupo     | 33 | 10 | 9  | 14 | 35 | 50 | -15 | 39  |
|  | 9    | Zadar             | 33 | 9  | 9  | 15 | 39 | 61 | -22 | 36  |
|  | 10   | Inter Zaprešić    | 33 | 8  | 14 | 11 | 36 | 41 | -5  | 35  |
|  | 11   | Cibalia Vinkovci  | 33 | 9  | 5  | 19 | 29 | 44 | -15 | 32  |
|  | 12   | Zagreb            | 33 | 7  | 6  | 20 | 28 | 60 | -32 | 27  |

|  | Campeón y clasificado a la Liga de Campeones de la UEFA 2013-14. |
|  | Clasificados a la Liga Europea de la UEFA 2013-14.               |
|  | Desciende a Druga HNL 2013-14                                    |

## Máximos Goleadores
| Jugador           | Club              | Goles |
| ----------------- | ----------------- | ----- |
| Leon Benko        | Rijeka            | 19    |
| Andrej Kramarić   | Lokomotiva Zagreb | 15    |
| Sammir            | Dinamo Zagreb     | 13    |
| Besart Abdurahimi | Zagreb            | 12    |
| Mislav Oršić      | Inter Zaprešić    | 12    |

- Fuente: www.hrnogomet.com